# Мензано (Њу Мексико)
Мензано (енгл. Manzano) насељено је место без административног статуса у америчкој савезној држави Њу Мексико.

## Демографија
По попису из 2010. године број становника је 29, што је 25 (-46,3%) становника мање него 2000. године.
| Група             | 2000.      | 2010.      |
| Белци             | 6 (11,1%)  | 4 (13,8%)  |
| Афроамериканци    | 0 (0,0%)   | 0 (0,0%)   |
| Азијати           | 0 (0,0%)   | 0 (0,0%)   |
| Хиспаноамериканци | 47 (87,0%) | 21 (72,4%) |
| Укупно            | 54         | 29         |